# Kostel svatého Filipa a Jakuba (Frantoly)
Kostel svatého Filipa a Jakuba ve Frantolech je kulturní památka, dříve farní kostel farnosti Frantoly, od 1. ledna 2020 filiální kostel římskokatolické farnosti Prachatice. Je obklopený hřbitovem, obehnaným ohradní zdí s jednou brankou a kapličkou. Je postaven na svahu, kněžiště má základy asi o 4 m níže, než podvěží.

## Historie
Kostel zde existoval již ve 14. století. V roce 1360 zde byl po zemřelém knězi Mikuláši vyšehradským proboštem jmenován nový plebán, který se jmenoval Michal. V roce 1754 byl původní kostel zachvácen požárem. V roce 1756 pak byl v barokním stylu dostavěn kostel nový. Z původního kostela bylo zachováno zdivo kostelní věže.

## Architektura
Kostel je jednolodní orientovaná stavba s užším pravoúhle uzavřeným presbyteriem a hranolovou věží v ose západního průčelí. Interiéry jsou plochostropé, loď o vnitřní délce 14,73 metry a šířce 9,5 metrů má v západní části kůr nesený dvěma dřevěnými sloupy. Presbytář, oddělený od lodi triumfálním obloukem, je 6,3 metry široký a 7,6 metrů hluboký a krytý valbovou střechou se sanktusníkem. Valeně klenutá sakristie, připojená k presbytáři po severní straně, má díky svažujícímu se terénu suterén, který byl využívaný jako márnice. Interiér je osvětlen obdélnými okny zakončenými odsazeným půlkruhem se štukovými šambránami, střecha lodi a presbytáře je krytá bobrovkou, věž a sanktusník mají střechy oplechované. Fasády jsou členěné lizénami a profilovanou římsou.

## Zařízení
Hlavní oltář je portálový, má točené sloupy ozdobené rostlinným motivem – vinnou révou. Oltářní obraz zobrazující sv. Filipa a sv. Jakuba je novodobý. Po stranách oltáře jsou sochy sv. Šebestiána a sv. Rocha, které pocházejí z přelomu 17. a 18. století.
Boční oltáře a kazatelna pocházejí z roku 1770. Levý boční oltář z roku je zasvěcen Panně Marii, pravý pak sv. Barboře. Ve vstupní síňce v podvěží je původní gotická kamenná křtitelnice.
Barokní varhany byly v roce 1756 koupeny od varhanáře Bedřicha (Fridricha) Semráda.